# Malte Kebbel

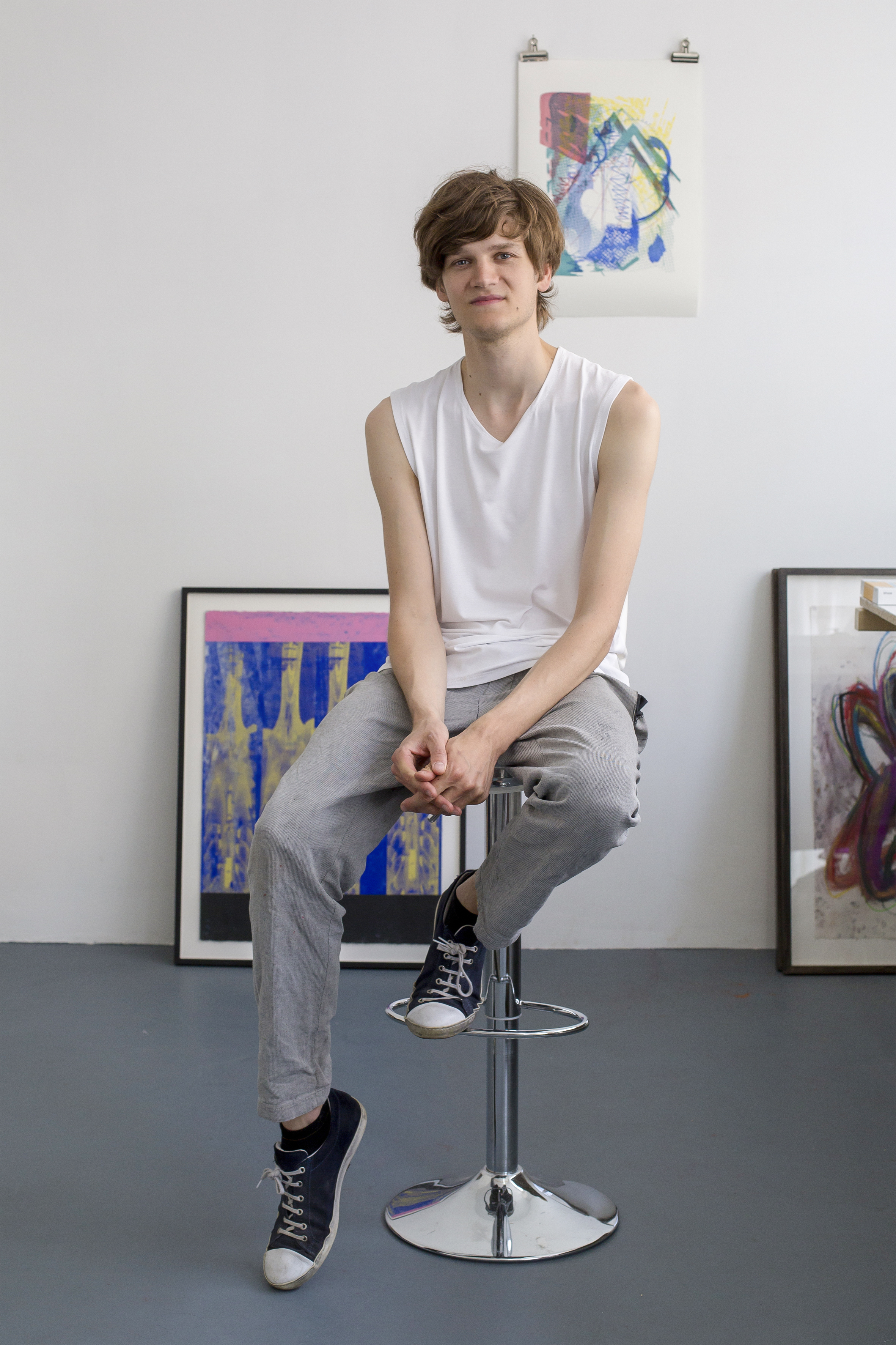
Malte Kebbel

Malte Kebbel (* 1981 in Bremen) ist ein deutscher Lichtkünstler, Medienkünstler und Designer in Berlin. 

## Jugend und Ausbildung
Kebbel wuchs in Bremen und in Rösrath bei Köln auf. Nach seinem Schulabschluss lernte er die bildende Künstlerin Hella Berent kennen, für die er als Assistent in Köln und in Kairo arbeitete. Er studierte Freie Kunst an der Kunstakademie Düsseldorf bei Tal R und beendete das Studium als Meisterschüler von Tal R.

## Arbeiten im öffentlichen Raum (Auswahl)
- 2016 Fin Sin Fin, modulare Lichtinstallation am Ernst-Reuter-Platz in Berlin innerhalb des Lichtkunst-Festivals Berlin leuchtet[1]
- 2017 Monoliths, Lichtinstallation aus Berliner-Mauer-Segmenten am Potsdamer Platz in Berlin innerhalb des Lichtkunst-Festivals Berlin leuchtet[2][3]
- 2017 Monoliths, Lichtinstallation aus Berliner-Mauer-Segmenten auf der Glienicker Brücke in Potsdam[4][5]

- 2019 Light Anemones, Lichtinstallation am Potsdamer Platz in Berlin innerhalb des Lichtkunst-Festivals Festival of Lights[6]
- 2020 Light Anemones, Lichtinstallation im Karmeliterkloster (Frankfurt am Main) in Frankfurt am Main innerhalb des Lichtkunst-Festivals Luminale[7][8]
- 2020 Light Anemones, Lichtinstallation am St. Elisabeth-Krankenhaus Jülich in Jülich innerhalb des Projektes Kunst in Quarantäne – Installation sucht Krankenhaus[9][10]
- 2020 Light Anemones, Lichtinstallation am Universitätsklinikum Frankfurt in Frankfurt am Main innerhalb des Projektes Kunst in Quarantäne – Luminale kommt ans Uniklinikum[11][12][13][14]

## Auszeichnungen
- 2015: Ortung IX Biennale, Nominierung für den Kunstpreis der Stadt Schwabach[15]
- 2017: German Design Award 2017, Special Mention – Excellent Communications Design Web[16]

## Ausstellungen (Auswahl)
- 2010: Teilnahme an „Empire of Dust“, Vertretung des Landes Nordrhein-Westfalen bei der Europäischen Union, Brüssel
- 2011: Teilnahme an „Mein Esel und Ich“, Kunstverein Pfaffenhofen, Pfaffenhofen
- 2015: Teilnahme an „Berlin - Bozen / WE skirt Together“, Kunsthalle Bozen, Bozen, Italien
- 2015: Teilnahme an „Ortung IX Biennale“, Schwabach
- 2015: Teilnahme an „Berlin Bozen Connection 2“, Kunsthalle Bozen, Bozen, Italien
- 2016: Teilnahme an „Luminale“, Naxoshalle, Frankfurt[17]
- 2016: Teilnahme an „Begehungen No. 13 - TA LÄRM“, Poelzig Areal, Chemnitz
- 2016: Teilnahme an „Berlin leuchtet 2016“, Ernst-Reuter-Platz, Berlin[18][19]
- 2017: Teilnahme an „Berlin Leuchtet 2017“, Potsdamer Platz, Berlin[20]
- 2018: „Fin Sin Fin“, Galerie Rundgaenger, Frankfurt[21]
- 2018: „Gallery Weekend Berlin“, Studio Kebbel, Berlin[22]
- 2018: „Gyeongju International Residency Art Festival“, Hwangnyongsa History & Culture Museum, Gyeongju, South Korea[23][24]
- 2018: „Potsdamer Lichtspektakel“, Bahnhofspassagen Potsdam, Potsdam[25][26][27][28]

## Künstlerkalender
- 2014: Grafik Kalender 2015, Tabor Presse Berlin - Büchergilde artclub, Berlin